# Warwick (stacja kolejowa)
Warwick (ang: Warwick railway station) – stacja kolejowa w Warwick, w hrabstwie Warwickshire, w Anglii, w Wielkiej Brytanii. Stacja jest obsługiwana przez Chiltern Railways (które zarządza stacją), a także od czasu do czasu przez London Midland i CrossCountry. Znajduje się ona 1,5 mili od centrum miasta, choć jest w wewnętrznej części przedmieścia. Została otwarta w 1852 roku przez Great Western Railway. Stacja posiada dwa perony krawędziowe.

## Perony
Oba perony są na poziomie ulicy i są połączone przejściem podziemnym. Pociągi z peronu 1 kursują do Birmingham/Stratford-upon-Avon, podczas gdy pociągi z peronu 2. – do Leamington/Londynu.

## Usługi
Stacja wyposażona jest w elektroniczny system ukazujący rzeczywisty czas odjazdu pociągów, kasa biletowa czynna jest przez część dnia, jest też automat biletowy znajdujący się poza budynkiem dworca, na północnym peronie. Wewnątrz nie ma poczekalni, jedynie na peronach znajdują się wiaty peronowe.
Mimo że parking jest dostępny na stacji jest on ograniczony i płatny. Lokalna firma taksówkowa o nazwie Castle Cabs znajduje się obok dworca.
Stacja zarządzana jest przez Chiltern Railways. Większość pociągów obsługiwanych jest przez Chiltern do London Marylebone / Leamington Spa / Birmingham Snow Hill / Kidderminster i London Marylebone / Leamington Spa / Stratford, ale także jest kilka pociągów London Midland.